# Монумент Чехову (Меліхово)

## Історія створення
Відновлення з руїн колишньої садиби родини Чехових в Меліхово логічно обумовило бажання створити там і пам'ятник письменнику Чехову. Адже левина доля грошей, виділена  на придбання садиби для родини, належала йому. Ідея створення монумента належала московському скульпторові Юрію Чернову. 
Це не перше звернення митця до монументальної пластики, присвяченої увічненню пам'яті російських літераторв. В творчому доробку скульптора — монумент Шолому-Алейхему (вул. Мала Бронна, Москва), пам'ятник Максиму Горькому, два пам'ятники Олександру Пушкіну та шість різних пам'ятників Л. М. Толстому.
Скульптор вже звертався до образу Чехова, коли створив меморіальний знак «Гімназист Чехов», котрий встановили на фасаді колишньої гімназії Таганрога, де Антон Павлович навчався хлопчиком.
Монумент письменникові в Меліхово — невелкий за розмірами, цілком співставлений з відвідувачами літературно-меморіального музею. Фігура встановлена на невисокий постамент. Вивчення скульптором матеріалів меліховського періоду життя наштовхнуло митця на створення неординарного образу. Ключем стануть слова з листа письменника : «… мешкаю аби як, нога за ногу». Скульптор подав відомого письменника із серйозним обличчям, але без пенсне, такого відомого по пізнім фото письменника. Несподіваною деталлю скульптури стали ноги письменника, що нібито готується станцювати чи вже жартівливо танцює якесь опереткове па.
Ця деталь позбавляє постать письменника зайвої величі, момументальної забронзовілості. Адже відомо, що молода генерація родини Чехових (брати, сестра) важко працювала на облаштуванні садиби, котра не відрізнялась ні природними красотами, ні родючими ґрунтами. Абе багато жартувала, активно листувалась зі знайомими, радо приймала гостей. В монументі письменнику збережений відбиток непростих випробувань меліховського періоду і матеріальної скрути та молодості з її прагненами свят і жартвів.